# خورشیدگرفتگی ۱۲ ژوئن ۲۰۲۹
خورشیدگرفتگی ۱۲ ژوئن ۲۰۲۹ (به انگلیسی: Solar eclipse of June 12, 2029) یک خورشیدگرفتگی از نوع خورشیدگرفتگی جزئی است. این خورشیدگرفتگی در تاریخ ۱۲ ژوئن ۲۰۲۹ میلادی (‎۲۳ خرداد ۱۴۰۸ خورشیدی) روی خواهد داد که زمان اوج آن، ساعت ۴:۰۶:۱۳ به‌وقت ساعت هماهنگ جهانی است.